# Saint-Hervé
Saint-Hervé (tiếng Breton: Sant-Herve) là một commune in the Côtes-d'Armor departement in Bretagne in northwestern Pháp.